# Calvary
Calvary is een Iers-Britse film uit 2014 onder regie van John Michael McDonagh. De film ging in première op 19 januari op het Sundance Film Festival.

## Verhaal
Father James is een priester in een klein dorpje in Ierland. Op een zondag komt een parochiaan te biechten en deze vertelt dat hij als kind misbruikt is door een priester en daarom James zal vermoorden volgende zondag. De priester krijgt een week tijd om zich voor te bereiden op zijn dood.

## Rolverdeling
| Acteur            | Personage          |
| ----------------- | ------------------ |
| Brendan Gleeson   | Father James       |
| Chris O'Dowd      | Jack Brennan       |
| Kelly Reilly      | Fiona              |
| Aidan Gillen      | Dr. Frank Harte    |
| Dylan Moran       | Michael Fitzgerald |
| Isaach de Bankolé | Simon              |
| M. Emmet Walsh    | De schrijver       |
| Marie-Josée Croze | Teresa             |
| Domhnall Gleeson  | Freddie Joyce      |
| David Wilmot      | Father Leary       |
| Pat Shortt        | Brendan Lynch      |
| Orla O'Rourke     | Veronica Brennan   |

## Productie
Het filmen begon op 24 september 2012, eerst drie weken in de omgeving van County Sligo, voornamelijk in het dorp Easkey en het strand van Streedagh. Er werd ook gefilmd in Ardgillan Castle, Balbriggan, Dublin. Daarna werd er nog twee weken gefilmd in Rush (Dublin). De film ontving overwegend positieve kritieken, zowel van de critici als van de toeschouwers.

## Prijzen & nominaties
| jaar | prijs                                    | categorie                                 | genomineerde(n)                | uitslag     |
| ---- | ---------------------------------------- | ----------------------------------------- | ------------------------------ | ----------- |
| 2014 | Internationaal filmfestival van Berlijn  | Prijs van de oecumenische jury - Panorama | John Michael McDonagh          | Gewonnen    |
| 2014 | Irish Film and Television Awards         | Best Lead Actor - Film                    | Brendan Gleeson                | Gewonnen    |
| 2014 | Irish Film and Television Awards         | Best Film                                 | Calvary                        | Gewonnen    |
| 2014 | Irish Film and Television Awards         | Best Screenplay - Film                    | John Michael McDonagh          | Gewonnen    |
| 2014 | Irish Film and Television Awards         | Best Director - Film                      | John Michael McDonagh          | Genomineerd |
| 2014 | Irish Film and Television Awards         | Best Supporting Actress - Film            | Orla O'Rourke                  | Genomineerd |
| 2014 | Irish Film and Television Awards         | Best Original Score                       | Patrick Cassidy Reprisal Films | Genomineerd |
| 2014 | European Film Awards                     | Best Actor                                | Brendan Gleeson                | Genomineerd |
| 2014 | Transylvania International Film Festival | FIPRESCI Prize                            | John Michael McDonagh          | Gewonnen    |
| 2014 | World Soundtrack Awards                  | Discovery of the Year                     | Patrick Cassidy                | Genomineerd |